# Aphis exsors
Aphis exsors är en insektsart. Aphis exsors ingår i släktet Aphis och familjen långrörsbladlöss. Inga underarter finns listade i Catalogue of Life.